# Lingoria sanguinicollis
Lingoria sanguinicollis là một loài bọ cánh cứng trong họ Cerambycidae.